# Panicum nudicaule
Panicum nudicaule är en gräsart som beskrevs av George Vasey. Panicum nudicaule ingår i släktet vipphirser, och familjen gräs. Inga underarter finns listade i Catalogue of Life.